# Fishia instruta
Fishia instruta là một loài bướm đêm trong họ Noctuidae.